# Proxy pattern
In informatica, il proxy pattern è un design pattern.
Nella sua forma più generale, un proxy è una classe che funziona come interfaccia per qualcos'altro. L'altro potrebbe essere qualunque cosa: una connessione di rete, un grosso oggetto in memoria, un file e altre risorse che sono costose o impossibili da duplicare.
Un esempio ben conosciuto di proxy pattern è la tecnica reference counting dei puntatori.
Nelle situazioni in cui molte copie di un oggetto complesso devono esistere, il proxy pattern può essere adottato per incorporare il Flyweight pattern per ridurre l'occupazione di memoria dell'oggetto. Tipicamente viene creata un'istanza di oggetto complesso, e molteplici oggetti proxy, ognuno dei quali contiene un riferimento al singolo oggetto complesso. Ogni operazione svolta sui proxy viene trasmessa all'oggetto originale. Una volta che tutte le istanze del proxy sono distrutte, l'oggetto in memoria può essere deallocato.

## Esempi

### Virtual proxy (in Java)
Il seguente esempio Java illustra il pattern "virtual proxy". L'output del programma è:
```
Loading    HiRes_10MB_Photo1
Displaying HiRes_10MB_Photo1
Loading    HiRes_10MB_Photo2
Displaying HiRes_10MB_Photo2
Displaying HiRes_10MB_Photo1
Displaying HiRes_10MB_Photo2
Loading    HiRes_10MB_Photo3
Displaying HiRes_10MB_Photo3
```

La classe ProxyImage è utilizzata per ritardare l'operazione (onerosa) di caricamento di un file dal disco finché il risultato di questa operazione non è effettivamente necessario. Se il file non è mai necessario, il caricamento risulta essere completamente eliminato.
```
import
 
java.util.*
;

 

interface
 
Image
 
{

    
public
 
void
 
displayImage
();

}

 

class
 
RealImage
 
implements
 
Image
 
{

    
private
 
String
 
filename
;

    
public
 
RealImage
(
String
 
filename
)
 
{
 

        
this
.
filename
 
=
 
filename
;

        
loadImageFromDisk
();

    
}

    
private
 
void
 
loadImageFromDisk
()
 
{

        
// Potentially expensive operation

        
// ...

        
System
.
out
.
println
(
"Loading   "
+
filename
);

    	
try
 
{

    		
Thread
.
sleep
(
5000
);

    	
}
 
catch
 
(
InterruptedException
 
e
)
 
{

    		
e
.
printStackTrace
();

    	
}

    
}

    
public
 
void
 
displayImage
()
 
{
 
System
.
out
.
println
(
"Displaying "
+
filename
);
 
}

}

 

class
 
ProxyImage
 
implements
 
Image
 
{

    
private
 
String
 
filename
;

    
private
 
RealImage
 
image
;

 

    
public
 
ProxyImage
(
String
 
filename
)
 
{
 
this
.
filename
 
=
 
filename
;
 
}

    
public
 
void
 
displayImage
()
 
{

        
if
 
(
image
 
==
 
null
)
 
{

            
image
 
=
 
new
 
RealImage
(
filename
);
 
// load only on demand

        
}

        
image
.
displayImage
();

    
}

}

 

class
 
ProxyExample
 
{

    
public
 
static
 
void
 
main
(
String
[]
 
args
)
 
{

        
Image
 
image1
 
=
 
new
 
ProxyImage
(
"HiRes_10MB_Photo1"
);

        
Image
 
image2
 
=
 
new
 
ProxyImage
(
"HiRes_10MB_Photo2"
);
   

        
Image
 
image3
 
=
 
new
 
ProxyImage
(
"HiRes_10MB_Photo3"
);

        
image1
.
displayImage
();
 
// loading necessary

        
image2
.
displayImage
();
 
// loading necessary

        
image1
.
displayImage
();
 
// no loading necessary; already done

        
image2
.
displayImage
();
 
// no loading necessary; already done

        
image3
.
displayImage
();
 
// loading necessary

    
}

}

```

### Protection proxy
In questo esempio scritto in C#, nella classe RealClient è memorizzato un numero di conto. Soltanto gli utenti che conoscono una password valida possono accedere a questo conto. Il RealClient è protetto dal ProtectionProxy che conosce la password. Prima di far leggere il numero di conto all'utente, il proxy richiede che questi si autentichi; Solo se la password introdotta è corretta il proxy invoca il RealClient per restituire il numero di conto all'utente.
In questo esempio thePassword è la password corretta
```
using
 
System
;

namespace
 
ConsoleApplicationTest.FundamentalPatterns.ProtectionProxyPattern

{

    
public
 
interface
 
IClient
 
{

        
string
 
GetAccountNo
();

    
}

 

    
public
 
class
 
RealClient
 
:
 
IClient
 
{

        
private
 
string
 
accountNo
 
=
 
"12345"
;

        
public
 
RealClient
()
 
{

            
Console
.
WriteLine
(
"RealClient: Initialized"
);

        
}

        
public
 
string
 
GetAccountNo
()
 
{

            
Console
.
WriteLine
(
"RealClient's AccountNo: "
 
+
 
accountNo
);

            
return
 
accountNo
;

        
}

    
}

    
public
 
class
 
ProtectionProxy
 
:
 
IClient

    
{

        
private
 
string
 
password
;
  
//password to get secret

        
RealClient
 
client
;

 

        
public
 
ProtectionProxy
(
string
 
pwd
)
 
{

            
Console
.
WriteLine
(
"ProtectionProxy: Initialized"
);

            
password
 
=
 
pwd
;

            
client
 
=
 
new
 
RealClient
();

        
}

 

        
// Authenticate the user and return the Account Number

        
public
 
String
 
GetAccountNo
()
 
{

            
Console
.
Write
(
"Password: "
);

            
string
 
tmpPwd
 
=
 
Console
.
ReadLine
();

 

            
if
 
(
tmpPwd
 
==
 
password
)
 
{

                
return
 
client
.
GetAccountNo
();

            
}
 
else
 
{

                
Console
.
WriteLine
(
"ProtectionProxy: Illegal password!"
);

                
return
 
""
;

            
}

        
}

    
}

     

    
class
 
ProtectionProxyExample

    
{

        
[STAThread]

        
public
 
static
 
void
 
Main
(
string
[]
 
args
)
 
{

            
IClient
 
client
 
=
 
new
 
ProtectionProxy
(
"thePassword"
);

            
Console
.
WriteLine
();

            
Console
.
WriteLine
(
"main received: "
 
+
 
client
.
GetAccountNo
());

            
Console
.
WriteLine
(
"\nPress any key to continue . . ."
);

            
Console
.
Read
();

        
}

    
}

}

```

Segue lo stesso esempio implementato in Java, in questo caso le implementazioni dell'interfaccia Client sono RealClientImpl e ProtectionProxyClientImpl .
```
package
 
fundamentalPatterns.protectionProxyPattern
;

import
 
java.util.Scanner
;

public
 
interface
 
Client
 
{

    
String
 
getAccountNo
();

}

 

public
 
class
 
RealClientImpl
 
implements
 
Client
 
{

    
private
 
String
 
accountNo
 
=
 
"12345"
;

    
public
 
RealClientImpl
()
 
{

        
System
.
out
.
println
(
"RealClient: Initialized"
);

    
}

    
@Override

    
public
 
String
 
getAccountNo
()
 
{

        
System
.
out
.
println
(
"RealClient's AccountNo: "
 
+
 
accountNo
);

        
return
 
accountNo
;

    
}

}

public
 
class
 
ProtectionProxyClientImpl
 
implements
 
Client
 
{

    
private
 
String
 
password
;
  
//password to get secret

    
private
 
Client
 
client
;

    
private
 
Scanner
 
scanner
 
=
 
new
 
Scanner
(
System
.
in
);

    
public
 
ProtectionProxyClientImpl
(
String
 
pwd
)
 
{

        
System
.
out
.
println
(
"ProtectionProxy: Initialized"
);

        
password
 
=
 
pwd
;

        
client
 
=
 
new
 
RealClientImpl
();

    
}

    
/**

     *  Authenticate the user and return the Account Number

     */

    
@Override

    
public
 
String
 
getAccountNo
()
 
{

        
System
.
out
.
print
(
"Password: "
);

        
String
 
tmpPwd
 
=
 
scanner
.
nextLine
();

        
if
 
(
password
 
==
 
null
 
||
 
password
.
equals
(
tmpPwd
))
 
{

            
return
 
client
.
getAccountNo
();

        
}
 
else
 
{

            
System
.
out
.
println
(
"ProtectionProxy: Illegal password!"
);

            
return
 
""
;

        
}

    
}

}

 

public
 
class
 
ProtectionProxyExample
 
{

    
public
 
static
 
void
 
main
(
String
[]
 
args
)
 
{

        
Client
 
client
 
=
 
new
 
ProtectionProxyClientImpl
(
"thePassword"
);

        
System
.
out
.
println
();

        
System
.
out
.
println
(
"main received: "
 
+
 
client
.
getAccountNo
());

    
}

}

```